# Deir al-Asad
Deir al-Asad (in ebraico דֵיר אֶל-אַסַד‎?; in arabo دير الأسد‎?) è una città araba nella regione della Galilea, in Israele, vicino a Karmiel. Nel 2003, la municipalità di Deir al-Asad si fuse con Majd al-Krum e Bi'ina per formare la città di Shaghur. Tuttavia, è stata ripristinata nel 2008 dopo lo scioglimento di Shaghur. Nel 2017 aveva una popolazione di 12 106 abitanti.